# 斯托尔博瓦亚
斯托尔博瓦亚（羅馬化：Stolbovaya）是俄罗斯莫斯科州的市级镇，属州辖市契诃夫市（城市区），地处莫斯科州南部，在区行政中心契诃夫北偏东、州府莫斯科南偏西方，西距莫斯科州与莫斯科直辖市边界约6公里。镇内设有同名铁路车站。
该地2021年人口有5,024人；2010年人口5,082；2002年人口5,185；1989年人口5,566。